# Ziz

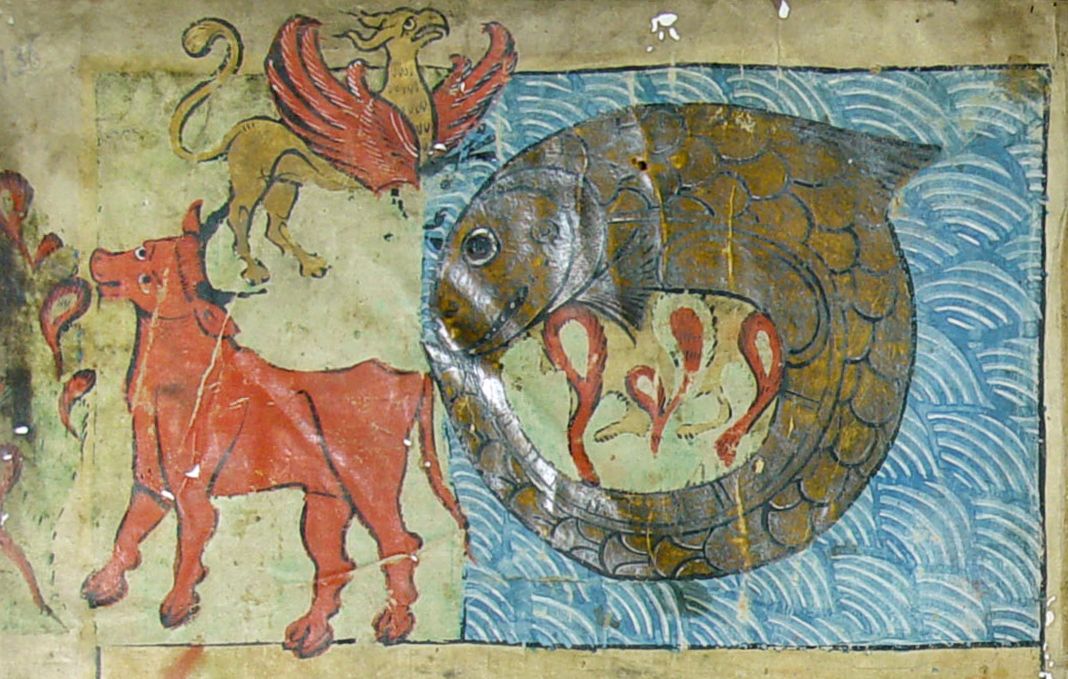
Da sinistra a destra: Behemot, Ziz e Leviatano. Immagine tratta da una miniatura del 1238 (Ulma).

Ziz è un termine che nella tradizione mitologica ebraica indica un uccello gigante, la creatura più straordinaria del cielo, simile a un grifone. In altri racconti viene indicato col nome Bar Juchne o Bar-Yuchnei.
Lo Ziz corrisponde al Behemoth e al Leviatano, le creature più straordinarie rispettivamente della terra e del mare. All'arrivo del Messia queste tre creature verrebbero arrostite per il banchetto escatologico.
Secondo gli studiosi, lo Ziz è il prodotto dell'inculturazione ebraica di altre tradizioni mitologiche e in particolare dello Anzû sumero e assiro-babilonese.

## Nella Bibbia
Il termine compare due volte nei Salmi (Sal 50,11 e 80,13-14 o secondo la numerazione della Vulgata: Sal 49,11 e 79,13-14) e nel Libro di Geremia (Ger 49,16); viene tradotto in italiano con perifrasi. Per esempio: "moltitudine degli animali della campagna", "quel che si muove per la campagna", "tu che abiti nelle caverne delle rocce, che ti aggrappi alle cime dei colli"  oppure "tutto ciò che si muove nei campi".

## Nella tradizione ebraica
Il nome Ziz, o anche Ziz saddai (oppure Ziz saday, Ziz sadhay, Zīz śāday), compare nel Talmud babilonese (trattato Bava Batra), ma lo Ziz è indicato anche con altri appellativi, fra cui ben netz (figlio di falco), per cui viene immaginato come un gigantesco rapace. Il nome Bar Juchne è utilizzato in un altro racconto talmudico.
Lo Ziz è presente anche nella Cabala.
Lo Ziz è un animale unico, ma secondo alcuni racconti esso depose all'inizio dei tempi un uovo che si schiuderà nel giorno del Giudizio. Altre versioni affermano che lo Ziz rinasca come la Fenice, ma grazie all'uovo e non al fuoco.
Lo Ziz è presente anche nella letteratura ebraica infantile.